# Rhabdoviridae
Rhabdoviridae jsou čeleď obalených RNA virů z řádu Mononegavirales. Jejich virion je podlouhlý, měří asi 100–460 nm na délku a 45–100 nm na šířku. Virové částice mají tvar tyčinky či projektilu, na téměř celém povrchu jsou patrné výběžky zvané peplomery. Genom tvoří jednovláknová RNA negativní polarity, viry si proto s sebou do hostitelské buňky musejí vnášet vlastní RNA polymerázu. Základní proteinovou výbavu tvoří polymerázové komplexy z velkých proteinů (L) a pomocných fosfoproteinů (P), dále nukleoproteiny interagující s RNA, matrixové proteiny a povrchové glykoproteiny. Počet kódovaných proteinů však může být u některých rabdovirů podstatně větší, byť jejich funkce zůstává často špatně známá.
Rabdoviry jsou rozmanitá čeleď virů dělící se do čtyř hlavních podčeledí. Infikují vyšší rostliny a širokou škálu obratlovců i bezobratlých, konkrétně savce, ptáky, plazy, obojživelníky, ryby, hlístice, ploštěnce, měkkýše a členovce (včetně korýšů, resp. hmyzu). Různí se způsobem přenosu i svými patologickými projevy, řada z nich využívá specifické přenašeče, zejména dvoukřídlý hmyz. Nejvýznamnějším rabdovirovým onemocněním je pro člověka vzteklina, jakožto modelový organismus má však značný význam i virus vezikulární stomatitidy.

## Taxonomický přehled
Čeleď Rhabdoviridae se řadí do řádu Mononegavirales; z hlediska Baltimorovy klasifikace jde o zástupce V. skupiny (ssRNA viry s negativní polaritou). Jako samostatná čeleď jsou rabdoviry rozpoznávány od roku 1975. Jméno vychází ze starořeckého „ῥάβδος“ znamenající „hůl“. V rámci jednotlivých rodů rabdovirů jsou rozlišovány konkrétní druhy, přičemž jejich pojmenování je založeno na binomickém názvosloví. Popisy nových rodů přibývají zejména od 10. let 21. století, přičemž často se zakládají na metagenomických datech.
Níže uvedená taxonomie čeledi Rhabdoviridae vychází z dat ICTV a je aktuální k roku 2023. Rabdoviry jsou v rámci ní řazeny do čtyř hlavních podčeledí. Pro člověka nejvýznamnější virus vztekliny (Lyssavirus rabies; zkráceně RABV) se odvozuje v rámci rodu Lyssavirus a podčeledi Alpharhabdovirinae. Vyjma klasického RABV existují i jemu příbuzné linie, jako je Lyssavirus duvenhage, Lyssavirus mokola, Lyssavirus lagos a další, které ICTV klasifikuje jakožto samostatné druhy. Klasifikace lyssavirů se zprvu zakládaly na sérologických vlastnostech, další pokroky umožnil zejména nástup Sangerova sekvenování. Modelový virus vezikulární stomatitidy (Vesiculovirus indiana; VSV, resp. VSIV) je řazen do rodu Vesiculovirus v rámci stejné podčeledi.
podčeleď Alpharhabdovirinae
- rod Almendravirus
- rod Alphanemrhavirus
- rod Alphapaprhavirus
- rod Alpharicinrhavirus
- rod Amplylivirus
- rod Arurhavirus
- rod Barhavirus
- rod Caligrhavirus
- rod Cetarhavirus
- rod Curiovirus
- rod Ephemerovirus
- rod Hapavirus
- rod Ledantevirus
- rod Lostrhavirus
- rod Lyssavirus
- rod Merhavirus
- rod Mousrhavirus
- rod Ohlsrhavirus
- rod Perhabdovirus
- rod Replylivirus
- rod Sawgrhavirus
- rod Scophrhavirus
- rod Sigmavirus
- rod Siniperhavirus
- rod Sprivivirus
- rod Sripuvirus
- rod Sunrhavirus
- rod Thriprhavirus
- rod Tibrovirus
- rod Tupavirus
- rod Uniorhavirus
- rod Vesiculovirus
- rod Zarhavirus

podčeleď Betarhabdovirinae
- rod Alphagymnorhavirus
- rod Alphanucleorhabdovirus
- rod Betagymnorhavirus
- rod Betanucleorhabdovirus
- rod Cytorhabdovirus
- rod Deltanucleorhabdovirus
- rod Dichorhavirus
- rod Gammanucleorhabdovirus
- rod Varicosavirus

podčeleď Deltarhabdovirinae
- rod Alphacrustrhavirus
- rod Alphadrosrhavirus
- rod Alphahymrhavirus
- rod Betahymrhavirus
- rod Betaricinrhavirus
- rod Gammahymrhavirus
- rod Gammaricinrhavirus
- rod Primrhavirus
- rod Stangrhavirus

podčeleď Gammarhabdovirinae
- rod Margarhavirus
- rod Novirhabdovirus

rod Platrhavirus (nezařazeno)

## Stavba virionu

Schematická stavba virionu rhabdoviru

Virion rabdovirů je podlouhlý, měří asi 100–460 nm na délku a 45–100 nm na šířku (fúzující, resp. defektní virové částice mohou být delší, resp. kratší). Virus vezikulární stomatitidy má charakteristický tvar projektilu, a to díky kuželovitému konci, jenž tvoří asi jednu čtvrtinu virionu. Jeho rozměry jsou asi 190 nm na délku a 80 nm na šířku. Některé rabdoviry, včetně zástupců rostlinných patogenů podčeledi Betarhabdovirinae, mají ve fixovaných preparátech tyčinkovitý tvar. Na téměř celém povrchu virové částice jsou patrné výběžky zvané peplomery, které jsou 5–10 nm dlouhé a široké asi 3 nm.
Rabdoviry jsou čeleď obalených RNA virů s negativní polaritou genomu a nesou řadu charakteristik typických pro tuto Baltimorovu skupinu: genom je vždy asociován s mnoha nukleoproteiny a s menším počtem virových polymeráz, kapsida je vždy helikálně symetrická a kryje ji lipidový obal odvozený od membrány hostitelské buňky. Složení lipidové membrány se může lišit na základě toho, na jaké membráně hostitelské buňky dochází k obalení nukleokapsidy. Výjimky z tohoto obecného schématu nicméně existují a například rostlinný Dichorhavirus lipidový obal postrádá.
Virovou částici VSV tvoří přibližně 74 % proteinů, 20 % lipidů, 3 % RNA a 3 % sacharidů. Virion rabdovirů tvoří pět základních strukturních proteinů. Jejich funkce byla většinou zkoumána na modelových rabdovirech, zejména viru vezikulární stomatitidy a viru vztekliny. Ačkoli u řady rabdovirů zůstává funkční význam těchto proteinů experimentálně neprokázán, pravděpodobně je totožný napříč celou čeledí. Hlavní složku virové částice tvoří nukleoproteiny (N; 47–62 kDa) interagující s genomem. V případě genomu o délce 11 000 nukleotidů se na jeho kompakci podílí asi 1 200 kopií N proteinu. Přidružené polymerázové komplexy jsou tvořeny velkým proteinem (L; 220–240 kDa), zodpovídajícím za většinu dějů souvisejících s transkripcí a replikací, a pomocným fosfoproteinem (P; 20–30 kDa). Prostor mezi nukleokapsidou a lipidovým obalem je vyplněn matrixovými proteiny (M; 20–30 kDa), někdy fosforylovanými nebo palmitoylovanými. Matrixové proteiny se mj. podílejí na procesu pučení a ovlivňují děje v hostitelské buňce, včetně rozvoje patologických účinků. Transmembránové glykoproteiny (G; 65–90 kDa) zodpovídají zejména za vstup do hostitelských buněk a soustředí se na ně mj. nejsilnější imunitní odpověď organismu. Jednotlivé G proteiny se sdružují do trimerů. Některým rabdovirům G proteiny scházejí.

## Genom

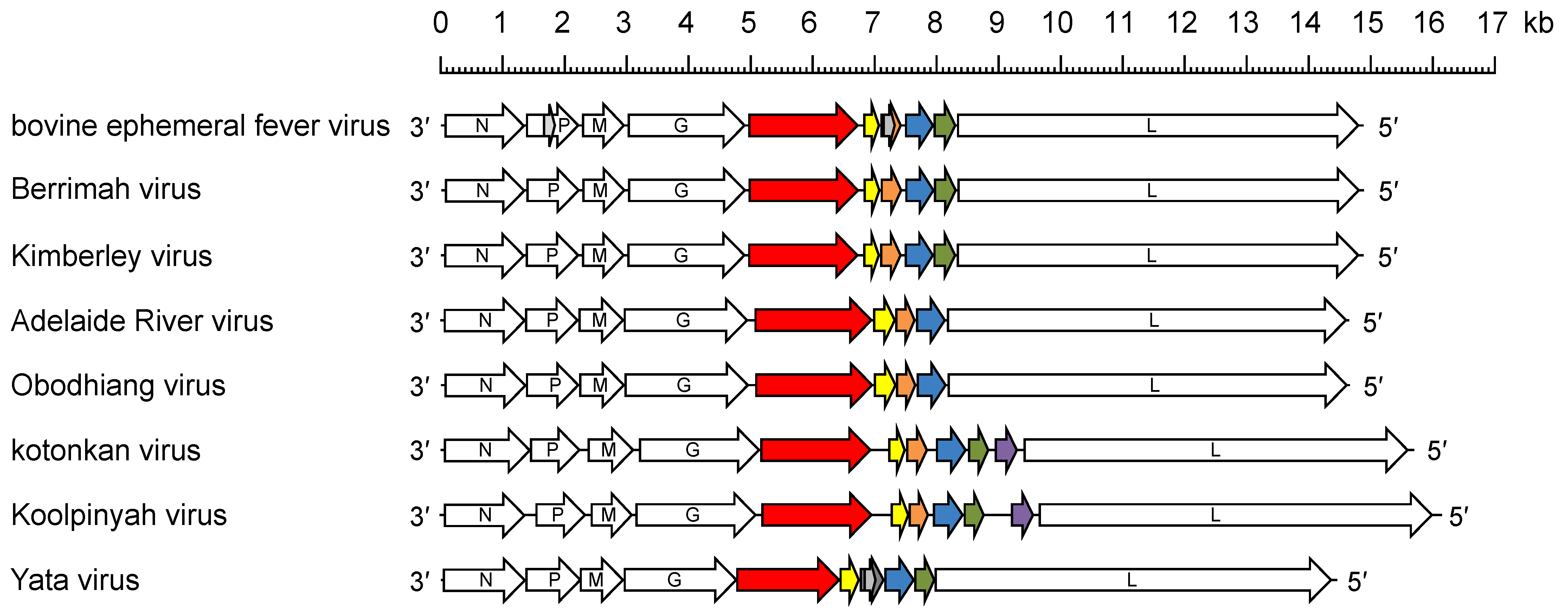
Genomy různých zástupců rodu Ephemerovirus

Genom rabdovirů tvoří jednovláknová RNA negativní polarity (po vstupu do buňky tedy nemůže být přímo translatována). Velikost genomu činí 9,8–16,1 kb. Konkrétně genom viru vztekliny dosahuje délky asi 12 000 nukleotidů, horní hranici velikosti genomu atakuje například Ephemerovirus. Genom většinou tvoří jediná molekula RNA, nicméně některé rostlinné rabdoviry mají genom segmentovaný. Příklad může poskytovat rod Dichorhavirus, jehož genetická informace je uložena ve dvou molekulách RNA o délce ~ 6,4 kb, resp. ~ 6,1 kb (z nichž druhá kóduje pouze L protein). V roce 2023 byl představen objev rabdovirů s genomem děleným dokonce na tři segmenty. Protože je virová RNA společně s N proteiny sbalována do podoby nukleokapsidy, rekombinace mezi jednotlivými genomy je málo pravděpodobná.
Základní strukturu genomu lze demonstrovat na viru vezikulární stomatitidy jakožto modelovém rabdoviru. Ve směru od 3' konce k 5' konci jsou uloženy geny pro proteiny N, P, M, G a L; toto pořadí má pro životní cyklus viru funkční význam. Každý gen je ohraničen dvěma konzervovanými sekvencemi: jedna slouží pro iniciaci transkripce, druhá je terminační, resp. polyadenylační. Na 3' a 5' konci genomu jsou nepřekládané sekvence (leader a trailer regions), jejichž tři poslední nukleotidy jsou vzájemně komplementární.
Řada rabdovirů se však od tohoto základního schématu během evoluce odchýlila a počet kódovaných proteinů může být podstatně větší, byť jejich funkce zůstává v mnohých případech neznámá. Některé z nich zřejmě slouží jako viroporiny, jiné ovlivňují imunitní odpověď organismu, objevují se i různé varianty glykoproteinů (ty nemusí mít strukturní funkci). Příkladem budiž Ephemerovirus, jehož genom kóduje mj. nestrukturní glykoprotein (GNS), viroporin (α1) a několik dalších doplňkových proteinů (α2, β a γ). Rostlinné rabdoviry vyžadují, podobně jako ostatní rostlinné viry, pro své šíření v rámci napadeného organismu tzv. movement proteiny, které umožňují pohyb virových částic přes plasmodesmata. Rozmanitost v kódovaných proteinech napříč touto virovou čeledí mohou demonstrovat rovněž výše zmíněné tripartitní rabdoviry, u nichž byly z „kanonických“ protein-kódujících sekvencí potvrzeny pouze nukleoproteinové a polymerázové.
Sekvence pro doplňkové geny se mohou lokalizovat buďto v rámci genů pro hlavní strukturní proteiny, anebo v intergenových oblastech mezi nimi. Příklad první situace poskytuje i virus vezikulární stomatitidy, v rámci jehož genu pro fosfoprotein jsou kódovány další dva malé proteiny. Pro druhý případ obecně platí, že se takové sekvence většinou kumulují na jednom konkrétním místě genomu. Konečně, genom řady rabdovirů obsahuje i dlouhé úseky nekódujících sekvencí, zejména na 3' a 5' koncích. U některých rabdovirů mohou nekódující sekvence obsáhnout více než desetinu genomu, jejich význam je však nejistý. Obecně lze shrnout, že během evoluce rabdovirů docházelo k četným změnám ve velikosti a složitosti genomu, což je pro RNA viry neobvyklé.

## Životní cyklus

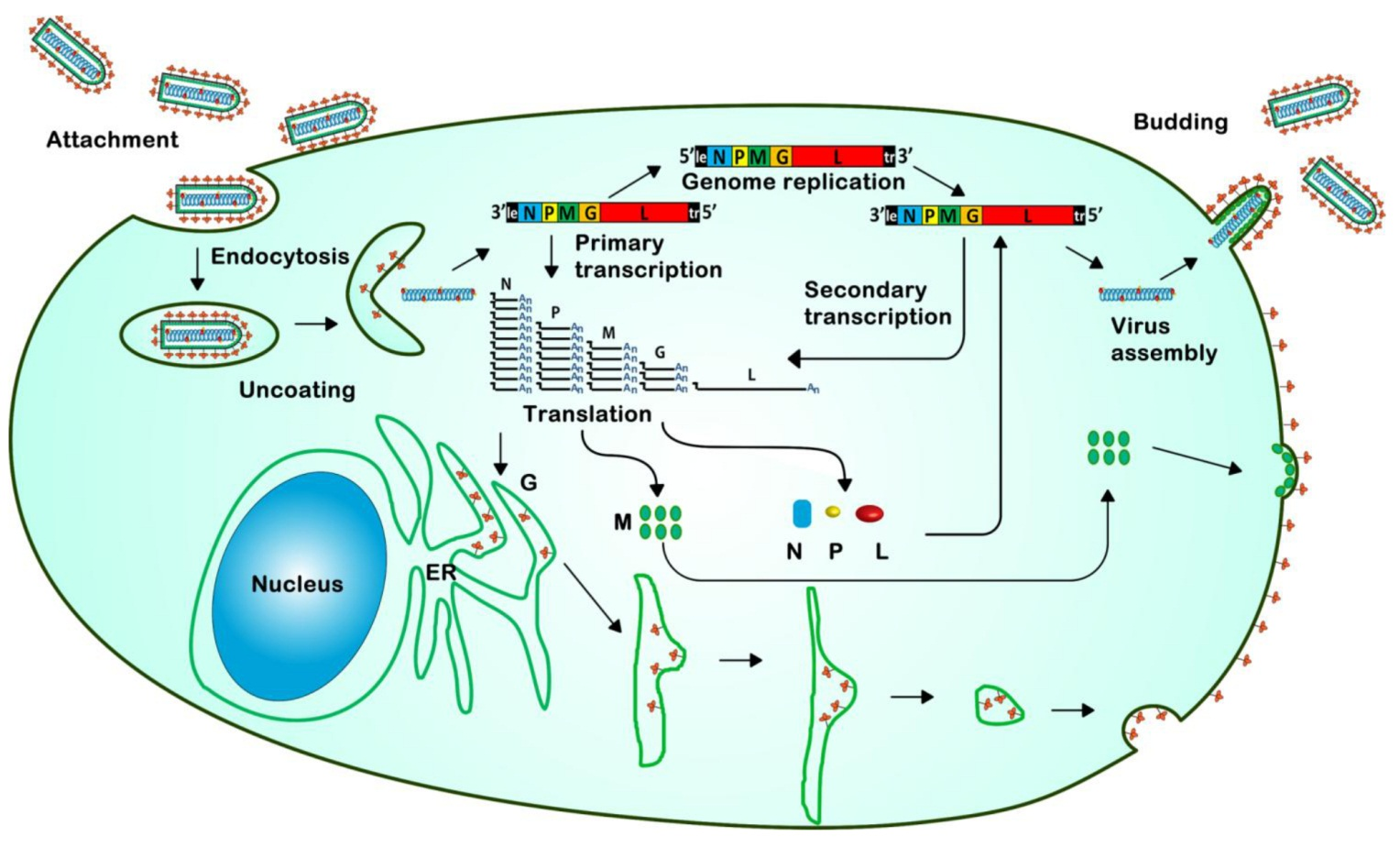
Schematický životní cyklus VSV

Životní cyklus rabdovirů zůstává napříč touto čeledí podobný. U většiny zástupců se odehrává v cytoplazmě. Lze jej shrnout do následujících kroků:
1. virus vstupuje do buňky endocytózou zprostředkovanou receptorem, rostlinné rabdoviry vyžadují (typicky) hmyzího přenašeče;
2. po průniku nukleokapsidy do cytoplazmy je RNA genom transkribován, jak je u −ssRNA virů nutné. Vzniknuvší molekuly mRNA slouží k translaci virových proteinů;
3. následně dochází k replikaci genomu a vzniku nových nukleokapsid;
4. sestavují se nové obalené virové částice, které jsou uvolněny z hostitelských buněk.

### Vstup do buňky

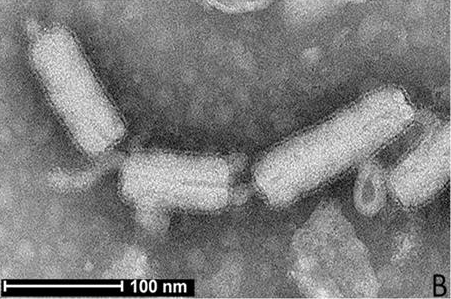
Cytorhabdovirus oryzae (RSMV) na snímku z elektronového mikroskopu

S hostitelskými buňkami interagují virové G proteiny, jež zodpovídají rovněž za tropismus příslušného viru. Pro virus vztekliny představují předpokládané receptory nikotinový acetylcholinový receptor (NAChR), NCAM (neural cell adhesion molecule) a neurotrofinový receptor p75 (p75NTR). Pro virus vezikulární stomatitidy je primárním receptorem LDL receptor. Vstup probíhá prostřednictvím endocytózy zprostředkované receptorem, do buňky se tedy virus dostává v klatrinových váčcích. Efemerovirus již při vstupu manipuluje buňku aktivací jejích signálních kaskád, které zvyšují produkci klatrinu a dynaminu, jenž zajišťuje odškrcení klatrinových váčků od buněčné membrány. Tak dojde k invazi buňky efektivněji. Jinak postupují rabdoviry u invazí do buněk rostlinných. Porušení rostlinné buněčné stěny totiž vyžaduje přítomnost přenašeče, zejména hmyzu. Obalené viriony následně mohou fúzovat s buněčnými membránami a uvolnit nukleokapsidu do cytoplazmy. V případě hmyzích přenašečů však viry vstupují do buněk střevního epitelu endocytózou zprostředkovanou receptorem.
Fúzi mezi virovým obalem a endozomem zprostředkovávají G proteiny, čímž dojde k uvolnění nukleokapsidy do cytoplazmy. Tento krok závisí na postupně se snižujícím pH, které umožní změnu konformace G proteinů. G proteiny mohou nabývat tří konformací: nativní (při neutrálním pH), aktivní (při nižším pH získávají schopnost interagovat s cílovou membránou) a neaktivní (po delší době v kyselém prostředí). Tyto konformační změny jsou vratné a G proteiny mohou z neaktivní konformace zaujmout při změně pH opět nativní konformaci. G proteiny jsou strukturně odlišné od jiných virových fúzních proteinů a nedochází k jejich proteolytickému štěpení. Jedinečnou charakteristikou, popsanou u viru vezikulární stomatitidy, je skutečnost, že se může do cytoplazmy dostat i „oklikou“. Zráním časného endozomu vzniká tzv. multivezikulární tělísko, v rámci něhož se odškrcují menší, tzv. intraluminální váčky. Virus v endozomu nemusí fúzovat s endozomální membránou, ale s membránami těchto intraluminálních váčků. Teprve při následné fúzi těchto váčků s pozdním endozomem dochází k průniku nukleokapsidy do cytoplazmy.

### Transkripce a replikace

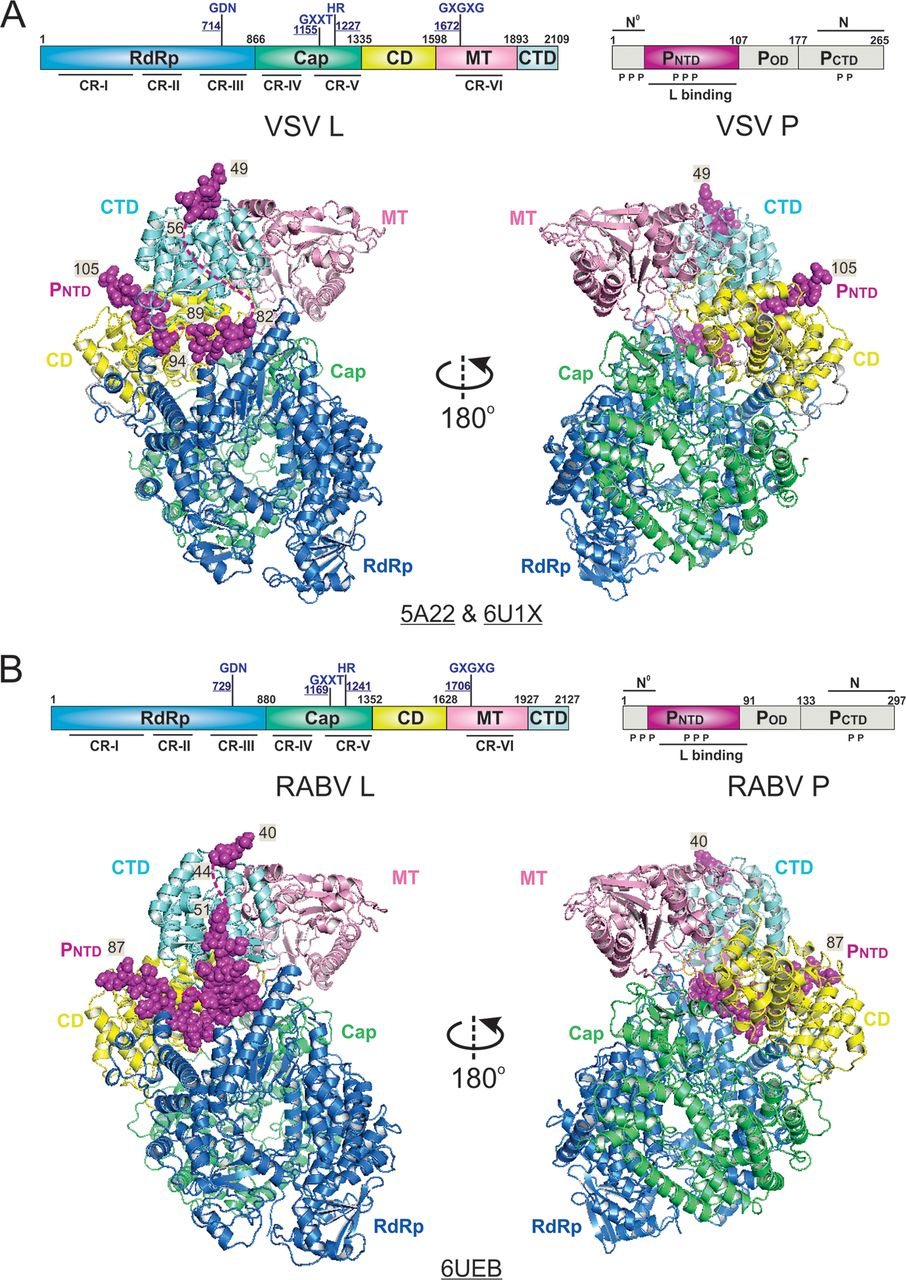
Struktura L a P proteinů viru vezikulární stomatitidy (A) a viru vztekliny (B)

Samotnou infekční částí viru je tzv. ribonukleoproteinový komplex tvořený RNA, N proteiny a polymerázovým komplexem z L a P proteinů. Ten je schopen zajistit jak transkripci, tak replikaci virového genomu bez pomoci dalších buněčných proteinů, ačkoli aktivaci a regulaci mohou napomáhat některé buněčné kinázy. RNA je v cytoplazmě stále obalena N proteiny, které ji chrání před buněčnými nukleázami, ale i vnitrobuněčnými receptory vrozené imunitní odpovědi. Komplex RNA a N proteinů, nikoli „holá“ RNA, také pro virovou polymerázu slouží jako templát.
Vyjma případných imunomodulačních a jiných aktivit mají polymerázové proteiny následující klíčové funkce:
- L protein slouží jako RNA-dependentní RNA polymeráza, tedy syntetizuje nové molekuly RNA podle původní předlohy. Podílí se jak na syntéze mRNA, tak na replikaci genomu. Zodpovídá také za vznik 5' čepičky a 3' polyadenylaci u syntetizovaných mRNA, což umožňuje jejich translaci na ribozomech hostitelské buňky. L protein má také aktivitu proteinkinázy.
- P protein je kofaktor virové polymerázy. Zprostředkovává správné nasednutí L proteinu na RNA obalené N proteiny. Jeho druhou klíčovou funkcí je vazba nových N proteinů, čímž (1.) brání jejich samosdružování a vazbě na molekuly buněčné RNA a (2.) umožňuje jejich přenos na virovou RNA.

Množství produkovaných základních virových proteinů je regulováno jejich pořadím v genomu, tj. N > P > M > G > L od 3' konce k 5' konci. Vysvětlení poskytuje způsob syntézy mRNA, který sdílí i jiné viry řádu Mononegavirales. Virová polymeráza totiž začíná transkribovat od iniciačního místa na 3' konci genomu. V intergenových oblastech se nacházejí mezerníkové sekvence s významem polyadenylačního signálu, kde dojde k uvolnění transkriptu (mRNA jsou tedy typicky monocistronní, tedy jejich translací vzniká pouze jeden typ virového proteinu). Zároveň se zde však s určitou pravděpodobností uvolní také virová polymeráza, jež v každé intergenové oblasti reiniciuje transkripci jen v asi 70 % případů. Ve výsledku tak vzniká největší počet mRNA kódujících strukturní N proteiny a gradient se postupně snižuje až po L proteiny, jichž je potřeba nejmenší množství. Nutno ještě dodat, že transkribována je i 3' leader sekvence. Výsledný transkript neplní funkci mRNA, nemá ani 5' čepičku, ani nedochází k jeho polyadenylaci.
Poněvadž je rabdovirový genom v minus polaritě, jeho transkript má plus polaritu. Celogenomové transkripty, podle nichž dochází k replikaci genomu, tak mají stejnou polaritu jako mRNA, ale na rozdíl od syntézy mRNA vyžaduje jejich syntéza ignorování regulačních signálů v intergenových oblastech ze strany virové polymerázy. Tuto skutečnost zajišťuje zvyšující se množství N proteinů, které se za pomoci P proteinů vážou na syntetizovaná plus vlákna (a samozřejmě i na později vznikající minus vlákna) a svou přítomností povahu syntézy RNA ovlivňují. Bezprostředně po vstupu viru do buňky tak převládá transkripce před replikací, později replikace nad transkripcí. Samotné mRNA nejsou asociovány s N proteiny.
Rabdoviry se typicky replikují v cytoplazmě, nicméně rostlinné rabdoviry z podčeledi Betarhabdovirinae se replikují v buněčném jádře. Požadované proteiny jsou v takovém případě buněčnou mašinerií transportovány do jádra přes jaderné póry.

### Formování virionu

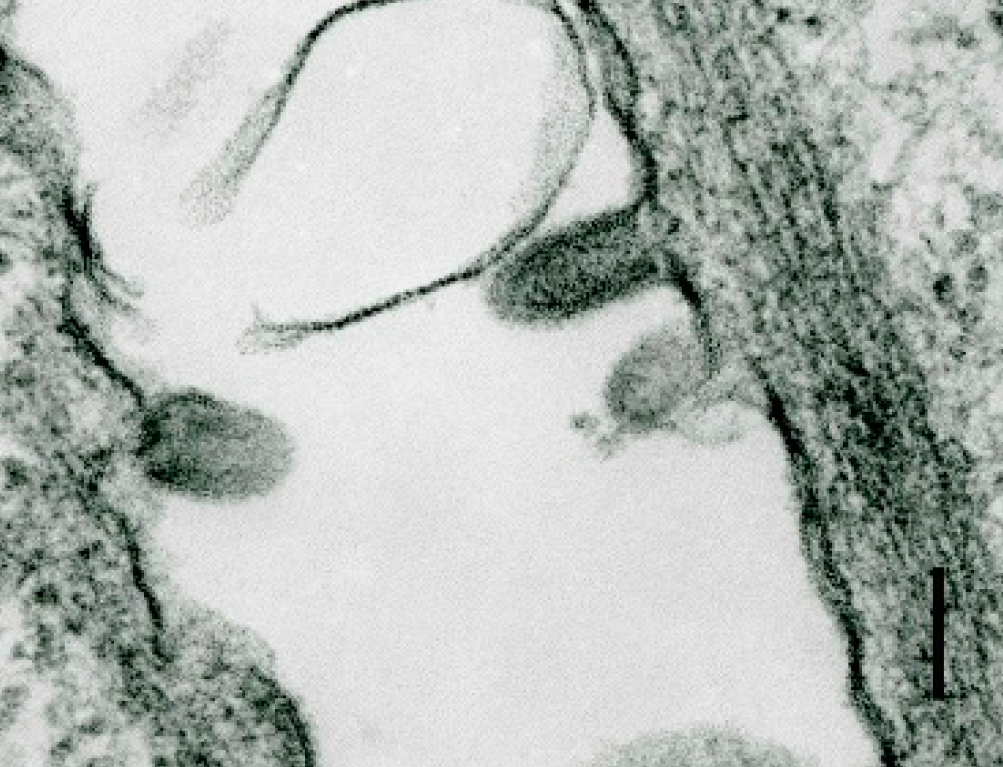
Pučící rabdoviry (buněčná linie Vero E6)

Jednu mRNA (alespoň u viru vezikulární stomatitidy) translatuje skupina ribozomů, tzv. polyribozomy. Výsledné proteiny jsou lokalizovány do cytoplazmy, nicméně membránové G proteiny se kotranslačně dostávají do membrány drsného endoplazmatického retikula a po různých posttranslačních modifikacích v endoplazmatickém retikulu a Golgiho komplexu nakonec dochází k jejich transportu na cílovou membránu. Různé alternativní mechanismy translace zřejmě zajišťují syntézu těch doplňkových proteinů, které jsou kódovány v rámci genů pro hlavní strukturní proteiny. V pozdější fázi infekce buňky dochází k druhé, sekundární fázi transkripce, která má zvýšit množství virových proteinů v buňce a zefektivnit formování nových virionů.
Při závěrečném formování virionu dochází k interakcím mezi M proteiny, G proteiny a ribonukleoproteinovým komplexem. Protože jsou rabdoviry obalenými viry, musí vypučet přes hostitelskou membránu, z níž získávají svůj lipidový obal. Zcela zásadní roli v tomto procesu hraje M protein, jenž se na hostitelskou membránu váže. G protein pro pučení není zcela nezbytný, nicméně zvyšuje jeho účinnost asi 10 až 30krát. Na procesu pučení se mohou podílet i některé hostitelem kódované proteiny, které asociují s M proteiny. Samotné místo tvorby částic závisí na viru a hostitelské buňce, ne vždy musí docházet k pučení z cytoplazmatické membrány, jako se tomu děje typicky u lyssavirů či vesikulovirů. Již v případě lyssavirů se objevují specifická cytoplazmatická, tzv. Babes-Negriho tělíska s virovými proteiny, jejichž přítomnost v histologických vzorcích mj. indikuje onemocnění vzteklinou. U rostlinného patogenu rodu Cytorhabdovirus se viriony formují ve viroplasmatech, cytoplazmatických „virových továrnách“, zatímco rostlinné rabdoviry replikující se v jádře se obalují na vnitřní jaderné membráně. A konečně, nukleokapsidy některých rostlinných rabdovirů se nemusí obalovat vůbec. Namísto toho interagují s membránově kotveným MP proteinem (který je virem kódován) a za pomocí něj a snad i buněčného cytoskeletu pronikají přes plasmodesmata do sousedních buněk.

## Hostitelé a evoluční souvislosti
Fylogeneze rabdovirů:

|  | Alpharhabdovirinae |
|  |                    |
|  | Platrhavirus       |
|  |                    |

|  | Deltarhabdovirinae |
|  |                    |
|  | Betarhabdovirinae  |
|  |                    |

|  | Alpharhabdovirinae |
|  |                    |
|  | Platrhavirus       |
|  |                    |

|  | Deltarhabdovirinae |
|  |                    |
|  | Betarhabdovirinae  |
|  |                    |

Rabdoviry jsou rozmanitá čeleď virů infikující vyšší rostliny a širokou škálu obratlovců i bezobratlých, konkrétně savce, ptáky, plazy, obojživelníky, ryby, hlístice, ploštěnce, měkkýše a členovce (včetně korýšů, resp. hmyzu). Všechny čtyři uznávané podčeledi jsou pokládány za monofyletické, systematika se zakládá na srovnání sekvencí pro L protein. Předpokládané příbuzenské vztahy zobrazuje fylogenetický strom vpravo. Hostitelský tropismus jednotlivých podčeledí je pak následující:
- Alpharhabdovirinae – ekologicky nejrozmanitější, zahrnují zástupce infikující pouze obratlovce, pouze bezobratlé, anebo obratlovce s bezobratlými jako přenašeči. Do první kategorie patří např. virus vztekliny, do druhé např. největší známé rody rabdovirů infikující pouze hmyz (Almendravirus a Sigmavirus[14]), do třetí např. virus vezikulární stomatitidy;
- Betarhabdovirinae – infikují rostliny, typicky se členovci jako přenašeči (vztah virus-vektor je přitom užší než vztah virus-rostlina[7]);
- Gammarhabdovirinae – rod Novirhabdovirus infikuje pouze ryby a rod Margarhavirus byl detekován u sladkovodních měkkýšů;
- Deltarhabdovirinae – byli zaznamenáni pouze u bezobratlých, přičemž žádný ze zástupců této podčeledi nebyl k roku 2024 izolován;
- Platrhavirus – nazařazený rod detekovaný u ploštěnců.

Rostlinné rabdoviry a rabdoviry přenášené členovci se zřejmě vyvinuly pouze jedenkrát, zatímco rabdoviry infikující buďto obratlovce, anebo bezobratlé se vyvinuly alespoň dvakrát. K přeskokům mezi vzdáleně příbuznými hostiteli (typicky bezobratlými a obratlovci) docházelo v evoluci rabdovirů nejspíše jen vzácně a totéž se týká i přechodů mezi vodními a suchozemskými ekosystémy. Studie z roku 2015 uvažuje nad paradoxem, že rabdoviry specifické pro členovce vznikaly jen zřídka, ačkoli by se mohly teoreticky snadno odvozovat od rabdovirů přenášených hmyzem. Evoluční omezení v tomto případě možná poskytuje nutnost zajistit nové způsoby přenosu mezi hmyzem.

## Epidemiologie
Rabdoviry se vyznačují četnými způsoby šíření, u rostlin a obratlovců se však omezují prakticky výhradně na horizontální způsoby přenosu. Vertikální přenos, tj. z rodičů na potomstvo, se však objevuje u rabdovirů bezobratlých. V případě sigmavirů octomilek DmelSV (u octomilky obecné, odb. Drosophila melanogaster), DAffSV (u D. affinis) a DObsSV (u D. obscura) byl potvrzen přenos jak po samičí, tak po samčí linii. První možnost je pro virus výhodnější, neboť úspěšnost infekce bývá v takovém případě vyšší, účinnější je také následný mezigenerační přenos. Vertikální přenos oběma pohlavími každopádně umožňuje rychlé šíření sigmavirů napříč hostitelskými populacemi.
Rabdoviry obratlovců se mohou přenášet například vzájemným kontaktem, aerosolem, kousnutím nebo pohlavním stykem. Notoricky známé lyssaviry, původci vztekliny, se typicky přenášejí právě pokousáním. Mezi letouny, kteří představují jeden z jejich přirozených rezervoárů, však probíhá přenos aerosolem – a stejný způsob šíření je alespoň teoreticky možný také u dalších savců včetně člověka. Infikovanou vodou probíhá přenos rybích rabdovirů, jež do svých hostitelů pronikají přes žábry či kůži, typicky na základně ploutví. Většina známých rabdovirů však představuje tzv. arboviry – pro své šíření tedy vyžadují specifické přenašeče (vektory), zejména dvoukřídlý hmyz. Příklad arboviru se složitým, byť nepříliš dobře pochopeným životním cyklem poskytuje virus vezikulární stomatitidy, izolovaný z četného spektra dvoukřídlého hmyzu. Na savce – zvláště kopytníky – jej zřejmě přenáší právě bodavý hmyz a během epizootií dochází k přenosu i přímým kontaktem mezi infikovanými zvířaty. Ve hmyzích populacích pak trvalé přežívání viru zajišťuje pravděpodobně výše zmíněný vertikální přenos.
Rabdoviry infikující rostliny musejí proniknout přes buněčnou stěnu rostlinných buněk, tudíž taktéž závisejí na zejména hmyzích vektorech. Replikují se zároveň jak v buňkách rostlinných, tak v buňkách svých vektorů. Ze zaznamenaných přenašečů lze zmínit například polokřídlé z čeledí křískovití (Cicadellidae), mšicovití (Aphididae) a ostruhovníkovití (Delphacidae); dále roztoče rodu Brevipalpus; anebo parazitické houby z rodu lahvičkovka (Olpidium). Přenašeči mnoha rostlinných rabdovirů však zůstávají neznámí. Některé rostlinné rabdoviry údajně využívají i vertikální přenos (prostřednictvím semen).

## Interakce s hostiteli a patologie

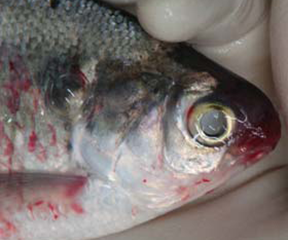
Rabdovirová infekce sleďovité ryby

Podobně jako způsoby přenosu, rozmanité bývají i projevy infekcí. Sigmaviry snižují plodnost infikovaných octomilek a zvyšují jejich citlivost vůči oxidu uhličitému; při vystavení jeho vyšším hladinám v laboratorních podmínkách nakažené mouchy hynou, anebo jsou paralyzovány. Evoluční závody ve zbrojení mezi sigmaviry a jejich hostiteli vedly ke vzájemným dynamickým interakcím. U hostitelů se mohou vyselektovat konkrétní alely rezistence, jako je ref(2)P u octomilky obecné. Pokud některé virové genotypy mohou jejich účinek překonat, rychle převládají prostřednictvím selekčního vymetení (selective sweep). Zajímavostí je, že sekvence některých sigmavirů byly objeveny přímo v genomu hostitelského hmyzu. Rabdoviry si nekódují vlastní reverzní transkriptázu, jež by umožňovala přepis RNA do DNA, náhodnou integraci tak zajišťují produkty retrotranspozonů.

U ryb rabdoviry vyvolávají akutní, hemoragické multiorgánové septikémie končící smrtí v důsledku selhání orgánů a neschopností osmoregulace. V řadě případů však rybí hostitelé zvládají infekci potlačit, zejména prostřednictvím silné nespecifické interferonové reakce. Rychlost protilátkové odpovědi závisí na teplotě okolní vody, obvykle nastupuje rychleji při vyšších teplotách. Imunitní paměť po prodělané infekci přetrvává dlouhodobě. Některé virulentní kmeny novirabdovirů jsou však rezistentní již vůči vrozené interferonové reakci. Doplňkový gen rybích novirabdovirů kóduje protein NV, jenž konkrétně potlačuje jak expresi genů vyvolanou interferony, tak schopnost napadené buňky podstoupit apoptózu.

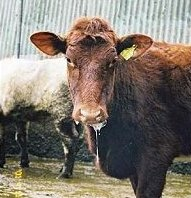
Slinotok u krávy s vezikulární stomatitidou

Nejznámějším rabdovirovým onemocněním obratlovců, respektive savců je bezesporu vzteklina. Její původci, lyssaviry, jsou neurotropní viry, prvotně se množící ve svalové tkáni v místě poranění infikovaným zvířetem. Po nástupu prvních příznaků, svědčících o infekci centrální nervové soustavy, končí onemocnění takřka bez výjimky smrtelně. U člověka činí délka inkubační doby nejčastěji 20 až 60 dnů. Změny chování během vztekliny jsou přímým důsledkem infekce limbického systému. Společně se současnou intenzivní replikací viru ve slinných žlázách lze tyto projevy považovat za příklad rozšířeného fenotypu usnadňujícího další šíření viru (model „kousající zvíře s infekčními slinami“). S infekcí se pojí i několik paradoxů. Není například doprovázena prakticky žádnými histopatologiemi nervové tkáně, smrt nastává v důsledku špatně pochopených neuronálních dysfunkcí. Zároveň ačkoli jsou lyssaviry vysoce imunogenní, nevyvolávají také prakticky žádnou imunitní odpověď (či ji potlačují), a to až do rozvoje klinických příznaků. Diskutována je nicméně možnost expozice viru bez rozvinutí smrtelné infekce, pro což může svědčit přítomnost sérových protilátek u zdravých (a neočkovaných) zvířat, a dokonce i lidí. Lyssaviry představují savčí rabdoviry s pomalou replikací a nízkým cytopatickým efektem. Naproti tomu modelový virus vezikulární stomatitidy silně inhibuje transkripci i translaci v hostitelských buňkách, potlačuje vrozenou imunitní reakci a nakonec vyvolává apoptózu. Nejširší škálu cytopatických účinků mají matrixové proteiny, jež mj. inhibují aktivitu hostitelských RNA polymeráz, přispívají k rozpadu mikrotubulů a blokují jaderné póry. Samotné patologické účinky na organismus jsou však podstatně mírnější, při přirozené cestě přenosu spočívají zejména ve slinění a rozvoji kožních lézí u napadených zvířat.
U rostlin se patologické příznaky pohybují od zakrnění, blednutí žilkování, mozaikovitosti a skvrnitosti listů až po nekrózu tkání. Některé rostlinné rabdoviry jsou zjevně schopny narušovat rostlinné obranné mechanismy založené na RNA interferenci.

## Význam

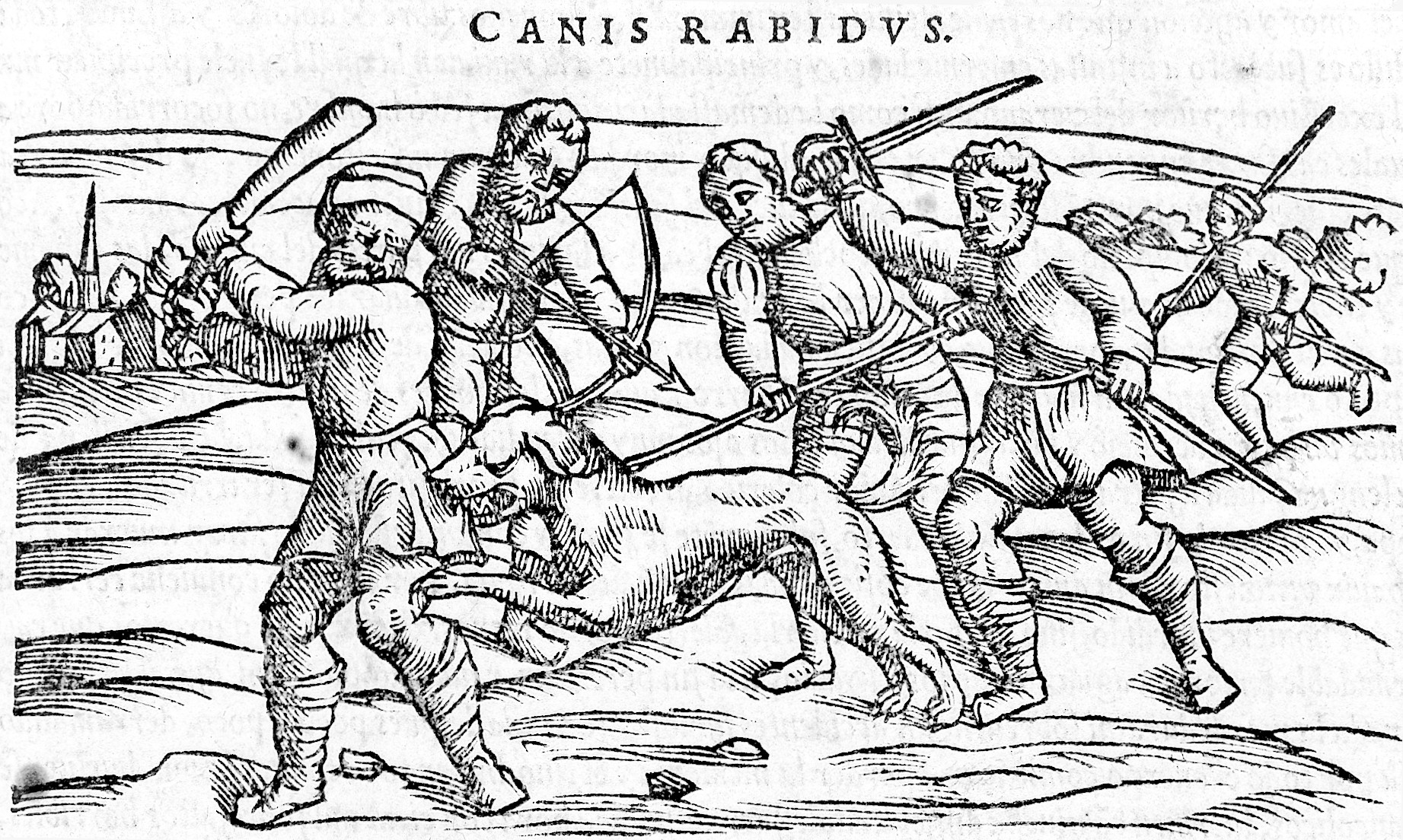
Hrozba vztekliny provází lidstvo od nepaměti; zde zabití vzteklého psa na kresbě ze 16. století

Rabdoviry mají pro člověka již od starověku dominantní význam jako původci vztekliny, vyvolávané zejména klasickým virem vztekliny (RABV). U člověka jde o zoonotické onemocnění, mezi přirozené rezervoáry patří zvláště šelmy a letouni. Rozvoji onemocnění lze zabránit včasnou imunizací po poranění infikovaným zvířetem; první očkování provedl již Louis Pasteur roku 1885. Navzdory možnosti účinné postexpoziční profylaxe na vzteklinu podle dat WHO každoročně umírá asi 59 000 lidí, zejména v Asii a Africe. Česká republika patří od roku 2004 mezi země vztekliny prosté, nepočítaje nálezy u netopýrů.
Vyjma lyssavirových infekcí mohou člověka postihnout i jiné rabdovirové nákazy, vyvolávané například rody Ledantevirus, Tibrovirus či Vesiculovirus. Způsob jejich přenosu však zůstává často jen špatně známý. Infekce mohou doprovázet různá horečnatá onemocnění, v případě afrického druhu Tibrovirus congo i hemoragické horečky. Časté jsou ale zřejmě i bezpříznakové nákazy.
Z veterinárně významných rabdovirů si opět zasluhují prioritní zmínku lyssaviry jakožto původci vztekliny u psů, koček, ale například i u dobytka. V Latinské Americe nákazu hospodářských zvířat zprostředkovávají krevsající listonosi z podčeledi upírů (Desmodontinae). Ekonomicky významným onemocněním je vezikulární stomatitida, jež vyvolává epizootie skotu na americkém kontinentu. U nakažených zvířat vede k úbytku hmotnosti, snížené produkci mléka, mastitidě a kulhavosti. U lidí může vezikulární stomatitida propuknout jako výše zmíněné akutní horečnaté onemocnění, nicméně taková situace nastává zejména při neopatrné manipulaci s nemocnými zvířaty či laboratorními vzorky, většina infekcí se manifestuje jako bezpříznaková. Z patogenů skotu lze představit ještě rod Ephemerovirus, vyvolávající krátká epizootická horečnatá onemocnění turů, vodních buvolů a jaků v Africe, Asii a Austrálii. Obě výše zmíněná onemocnění závisí na hmyzích vektorech a mají nízkou smrtnost.
Celosvětově významnými patogeny ryb jsou Novirhabdovirus piscine neboli virus virové hemoragické septikémie (VHSV) a Novirhabdovirus salmonid neboli virus infekční hematopoetické nekrózy (IHNV). IHNV, napadající lososovité ryby, byl původně endemický na západě Severní Ameriky, v 60. až 80. letech 20. století se však rozšířil i do Eurasie. VHSV má široký rozsah hostitelů a k jeho občasným přeskokům do rybích chovů dochází z přirozených rezervoárů v severním Atlantiku a severním Tichomoří.
Škody na kulturních plodinách působí například Alphanucleorhabdovirus maydis (virus kukuřičné mozaiky; MMV), Cytorhabdovirus lactucanecante (virus žluté nekrózy salátu; LNYV), Alphanucleorhabdovirus tuberosum (virus žluté zakrslosti brambor; PYDV), Dichorhavirus orchidaceae (virus skvrnitosti orchidejí; OFV), Dichorhavirus coffeae (virus kroužkovitosti kávovníků; CoRSV) a mnohé jiné rabdoviry.
Rabdoviry však mají pro člověka i pozitivní význam. Virus vezikulární stomatitidy je jedním z modelových virů a jeho výzkum mj. přispěl k pochopení životního cyklu −ssRNA virů, které si do infikovaných buněk vnášejí vlastní RNA-dependentní RNA polymerázu. VSV nabízí možnosti virové léčby rakoviny a zakládá se na něm rekombinantní vakcína rVSV-ZEBOV, vůbec první vakcína proti ebole schválená Úřadem pro kontrolu potravin a léčiv.